# Aliança Renovadora Nacional
Aliança Renovadora Nacional ("Alleanza rinnovatrice nazionale", ARENA) fu un partito politico conservatore attivo in Brasile tra il 1966 e il 1979. Era il partito ufficiale dell'esercito brasiliano, che governò il Brasile dal 1964 al 1985 in un regime dittatoriale.

## Storia
Fino al 1965, c'erano tre partiti principali in Brasile: il Partido Trabalhista Brasileiro, PTB (di sinistra), il Partito Social Democratico (PSD) e la União Democrática Nacional, UDN (conservatrice). Nel 1964, il governo del presidente João Goulart fu rovesciato da un colpo di Stato militare, ma in contrasto con le altre dittature latino-americane, il governo brasiliano controllato dai militari non abolì il Congresso. Invece, nel 1965, il governo bandì tutti i partiti politici esistenti e creò un sistema formalmente bipartitico. ARENA, il partito filo-governativo, era formato dai militari e dai politici provenienti dalla maggior parte dell'UDN, dall'ala destra del PSD e dalla maggior parte del Partido de Representação Popular (PRP, estrema destra). L'ala sinistra del PSD e gran parte del PTB vennero forzatamente unificati nel Movimento Democratico Brasiliano (MDB), l'opposizione.
ARENA non aveva una vera ideologia se non il sostegno ai militari. Nelle elezioni del 1966 e 1970, ARENA vinse una vasta maggioranza di seggi. Si concorda sul fatto che, all'inizio, l'MDB non aveva alcuna possibilità di approvare o bloccare alcuna legge. Sotto la costituzione militare, il presidente è stato nominato nominalmente dalla maggioranza assoluta delle due camere riunite in sessione congiunta. In pratica, la maggioranza di ARENA era così massiccia che il suo candidato non poteva essere sconfitto. Durante la maggior parte della prima parte del regime militare, il Brasile era, a tutti gli effetti, uno Stato a partito unico.
Tuttavia, ARENA non era completamente asservita. Ad esempio, nel 1967 il presidente Artur da Costa e Silva chiese che il Congresso perseguisse un deputato per aver suggerito che le donne dovessero rifiutarsi di ballare con cadetti militari. Il Congresso respinse la domanda, spingendo Costa e Silva a emanare l'Ato Institucional Nº 5, che sovrapponendosi sia alla Costituzione del 24 gennaio 1967 sia alle Costituzioni dei vari Stati federati, dava poteri straordinari al Presidente della Repubblica e sospendeva molte garanzie costituzionali. In pratica Costa e Silva chiuse il Congresso per quasi due anni, mettendo così il Brasile sotto una stretta dittatura.
Nelle elezioni legislative del 1974, l'MDB prese molti più seggi del previsto. In realtà ebbe la maggioranza al Senato e una stretta maggioranza alla Camera dei Deputati. Il governo reagì approvando una legislazione che limitava il potere dell'opposizione e riuscì persino ad annullare i mandati di alcuni membri del Congresso del MDB.
Nel 1979 il governo presieduto dal generale João Figueiredo pose fine al sistema partitico bipartisan e ripristinò il multipartitismo. L'ARENA si sciolse quando la nuova legge sui partiti politici divenne effettiva il 20 dicembre 1979. Nel gennaio 1980 i membri della defunta ARENA fondarono il Partito Democratico Sociale (PDS) come una continuazione di ARENA.